# پورتیجویل (میزوری)
پورتیجویل (به انگلیسی: Portageville) یک شهر در ایالات متحده آمریکا است که در میزوری واقع شده‌است. پورتیجویل ۵٫۲۸ کیلومتر مربع مساحت و ۳٬۲۲۸ نفر جمعیت دارد و ۸۷ متر بالاتر از سطح دریا واقع شده‌است.